# Parti de la Révolution et du Socialisme Berbère
 (novembre 2024).
Si vous disposez d'ouvrages ou d'articles de référence ou si vous connaissez des sites web de qualité traitant du thème abordé ici, merci de compléter l'article en donnant les références utiles à sa vérifiabilité et en les liant à la section « Notes et références ».
Le Parti de la Révolution et du Socialisme Berbère (PRSB) (kabyle : Akabar n Tagrawla d Tanemla Amazigh (ATTA)) est un parti politique algérien fondé en 2000.

## Histoire
Le parti est fondé en 2000 sous le nom de "Parti Socialiste Berbère de l'Algérie" mais il est obligé de travailler dans l'illégalité à cause de l'interdiction des organisations berbères à exercer un activité politique en Algérie.
Lors de son premier congrès, l'année de sa fondation, le parti change de nom pour devenir le "Parti de la Révolution et du Socialisme Berbère". Il change également son programme et sa position sur le socialisme.
Le parti avait son propre journal qui fut interdit en 2002 par le régime

Après un Putsch, de nombreux membres du parti sont arrêtés.